# Stefan Talmon

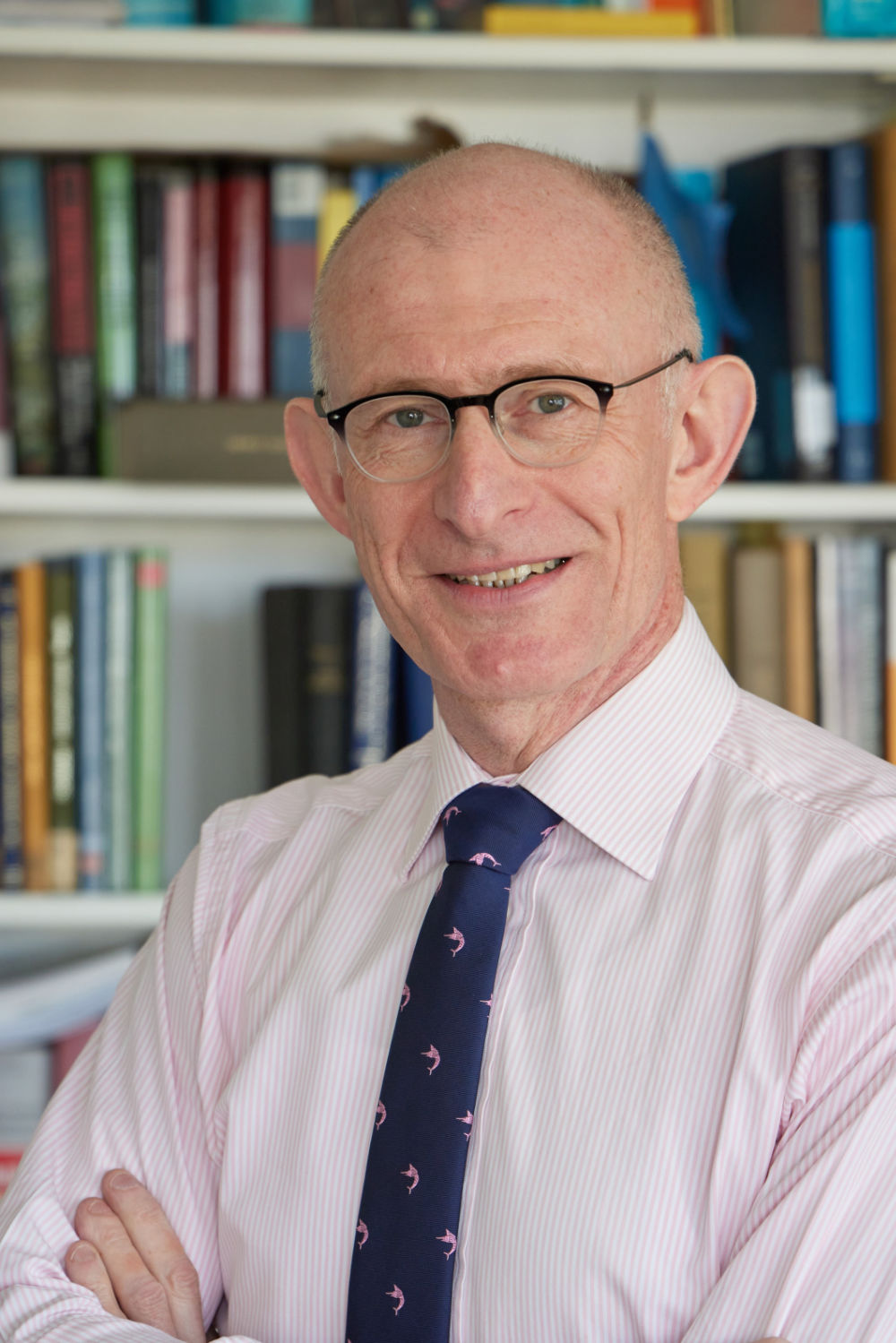
Stefan Talmon (2022)

Stefan Talmon (* 22. Januar 1965 in Pforzheim) ist ein deutsch-britischer Völkerrechtler.

## Leben
Nach seinem Abitur 1984 am Gymnasium Neuenbürg studierte Stefan Talmon Rechtswissenschaften in Tübingen und München. An der University of Cambridge erwarb er einen Master of Laws. 1995 wurde er mit einer Dissertation zum Thema „Recognition of Governments in International Law: With Particular Reference to Governments in Exile“ zum „Doctor of Philosophy“ an der University of Oxford promoviert. Der zweiten juristischen Staatsprüfung im Jahr 1997 folgten im Jahr 2002 die Habilitation an der Eberhard Karls Universität Tübingen zu dem Thema „Kollektive Nichtanerkennung illegaler Staaten. Grundlagen und Folgen einer international koordinierten Sanktion dargestellt am Beispiel der Türkischen Republik Nord-Zypern“ und im Jahr 2003 die Verleihung des Titels „Master of Arts“ an der University of Oxford. Am 28. Juli 2008 wurde Talmon zum Professor für Völkerrecht an der University of Oxford ernannt. Zum Wintersemester 2011 nahm er einen Ruf an die Rheinische Friedrich-Wilhelms-Universität Bonn an, wo er Völkerrecht lehrt und zudem Kurator des Bonner Rechtsjournals ist. Seit 2017 ist er Herausgeber des Blogs „German Practice in International Law“.
Neben seiner akademischen Tätigkeit ist er als Barrister in einer Londoner Kanzlei tätig. Er ist vor dem Internationalen Gerichtshof (IGH) in Den Haag und dem Europäischen Gerichtshof für Menschenrechte (EGMR) in Straßburg sowie nationalen Gerichten in Deutschland, England und den Vereinigten Staaten von Amerika aufgetreten und berät Regierungen, staatliche Einrichtungen und multinationale Unternehmen in völkerrechtlichen Angelegenheiten.
Im Fall des türkischen Politikers Doğu Perinçek, der als erste Person in der Schweiz wegen Leugnung des Völkermords an den Armeniern zur Rechenschaft gezogen wurde und daraufhin gegen diesen Entscheid vor den Europäischen Gerichtshof für Menschenrechte (EGMR) zog, vertrat Talmon die Türkei als dritte Partei zu Gunsten Perinçeks. In dem Verfahren des kurdischen HDP-Politikers Selahattin Demirtaş gegen die Türkei vor dem EGMR in Straßburg vertrat Talmon erneut die Türkei.
In dem Verfahren betreffend die Anwendung des Übereinkommens über die Verhütung und Bestrafung des Völkermordes vor dem IGH, in dem Gambia Myanmar Völkermord an den Rohingya vorwarf, vertrat er Myanmar. In den Jahren 2019–2021 war er zudem Schiedsrichter in einem Verfahren vor dem Ständigen Schiedshof in Den Haag, in dem es um Staatsterrorismus ging.

## Gastprofessuren
- The Hague Academy of International Law, Niederlande  (2022)
- All Souls College, Oxford, England (2020–2021)
- Academy of European Law, European University Institute, Florence, Italien (2016)
- Centro di Direito Internacional, Belo Horizonte, Brasilien (2013)
- Xiamen Academy of International Law, China (2012)
- The Hague Academy of International Law, Niederlande (2011)
- Katholieke Universiteit Leuven, Belgien (2010)
- Ohio State University, Columbus, USA (2008)
- University of Canterbury, Neuseeland (2006)
- Université Paris II Panthéon-Assas, Frankreich (2006)
- Ohio State University, Columbus, USA (2005–2009)
- University of Georgia, USA (2005–2009)
- Yeditepe Üniversitesi, Istanbul, Türkei (2003)
- Université Aix-Marseille III, Frankreich (2002, 2003)
- Jaroslaw-Mudryi Akademie, Charkow, Ukraine (2001)

## Werk (Auswahl)
- German Practice in International Law 2019. Cambridge: Cambridge University Press, 2022.
- Essential Texts in International Law. Cheltenham: Edward Elgar, 2016.
- The South China Sea Arbitration: A Chinese Perspective (herausgegeben gemeinsam mit Bing Bing Jia). Oxford: Hart Publishing, 2014.
- The Legal Order of the Oceans. Basic Documents on the Law of the Sea (herausgegeben gemeinsam mit Vaughan Lowe). Oxford: Hart Publishing, 2009.
- The Occupation of Iraq. The Official Documents of the Coalition Provisional Authority. Oxford: Hart Publishing, 2006.
- Kollektive Nichtanerkennung illegaler Staaten. Grundlagen und Folgen einer international koordinierten Sanktion dargestellt am Beispiel der Türkischen Republik Nord-Zypern. Tübingen: Mohr Siebeck, 2006.
- The Reality of International Law. Essays in Honour of Ian Brownlie (herausgegeben gemeinsam mit Guy S. Goodwin-Gill). Oxford: Clarendon Press, 1999.
- Alles fließt. Kulturgüterschutz und innere Gewässer im Neuen Seerecht (gemeinsam mit Wolfgang Graf Vitzthum). Baden-Baden: Nomos, 1998.
- Recognition of Governments in International Law: With Particular Reference to Governments in Exile. Oxford: Clarendon Press, 1998.